# Sinagoga lui Satana
Sinagoga lui Satana (greacă: συναγωγή τοῦ Σατανᾶ, synagoge tou satana) este un termen la care se face referire în scrisorile către bisericile creștine timpurii (Cele Șapte Biserici ale Asiei⁠(en)[traduceți]) din Smirna și Filadelfia din Apocalipsa 2:9 și Apocalipsa 3:9, în fiecare caz referindu-se la un grup care persecută biserica „care spun că sunt evrei și nu sunt”.
«Știu necazul tău și sărăcia ta (dar ești bogat) și batjocurile din partea celor ce zic că sunt iudei și nu sunt, ci sunt o sinagogă a Satanei.
Sinagoga lui Satana se opune misiunii și mesajului bisericii creștine. Acesta este avertismentul lui Hristos împotriva celor care se numesc evrei, dar nu sunt, pentru că sunt unelte ale Satanei.